# Ancarano
Ancarano é uma comuna italiana da região dos Abruzos, província de Teramo, com cerca de 1.769 habitantes. Estende-se por uma área de 14 km², tendo uma densidade populacional de 126 hab/km². Faz fronteira com Ascoli Piceno (AP), Colli del Tronto (AP), Controguerra, Sant'Egidio alla Vibrata, Spinetoli (AP), Torano Nuovo.

## Demografia
| Variação demográfica do município entre 1861 e 2011                               |
|                                                                                   |
| Fonte: Istituto Nazionale di Statistica (ISTAT) - Elaboração gráfica da Wikipedia |